# 레인컴퍼니의 음반
이 문서는 레인컴퍼니에서 발매한 음반 목록이다.

## 2010년대
- 2017년 1월 15일 비 - [Digital Single] 최고의 선물
- 2017년 11월 24일 비 - [Digital Single] 오늘 헤어져[1]
- 2017년 12월 1일 비 - My Life 愛
- 2019년 9월 16일 비 - [Digital Single] The Love Of Autumn[2]

## 2020년대
- 2020년 6월 4일 비 - [Digital Single] 깡 리믹스[3]
- 2020년 7월 11일 싹쓰리[4] - [Digital Single] 여름 안에서
- 2020년 7월 18일 싹쓰리 - [Digital Single] 다시 여름 바닷가
- 2020년 7월 25일 싹쓰리 - [Digital Single] 그 여름을 틀어줘
- 2020년 8월 1일 싹쓰리 - 두리쥬와 X LINDA X 신난다[5]
- 2020년 8월 싹쓰리 - 싹쓰리 SPECIAL ALBUM
- 2020년 12월 31일 비 - [Digital Single] 나로 바꾸자[6]
- 2021년 2월 9일 비 - [Digital Single] 수호신[7]
- 2021년 3월 3일 비 - Pieces by Rain
- 2021년 3월 15일 싸이퍼 - 안꿀려
- 2021년 7월 14일 비 - [Digital Single] Taste of Korea[8]
- 2021년 9월 28일 싸이퍼 - BLIND
- 2021년 11월 12일 싸이퍼 - [Digital Single] 빛 날거야[9]
- 2022년 5월 11일 싸이퍼 - THE CODE
- 2022년 10월 18일 비 - [Digital Single] Domestic
- 2022년 12월 3일 탄 - 인싸가 되고 싶은 나라 OST Part.1
- 2023년 7월 5일 케이타 - [Digital Single] Metronome[10]
- 2023년 10월 13일 싸이퍼 - [Digital Single] Night Chaser (팬텀스쿨 X 싸이퍼(Ciipher))
- 2025년 5월 20일 케이타 - [Digital Single] Newbie[11]